# Alpinia bilamellata
Alpinia bilamellata är en enhjärtbladig växtart som beskrevs av Tomitaro Makino. Alpinia bilamellata ingår i släktet Alpinia och familjen Zingiberaceae. Inga underarter finns listade i Catalogue of Life.